# Port lotniczy Dikson
Port lotniczy Dikson (IATA: DKS, ICAO: UODD) – port lotniczy położony w Dikson, w Kraju Krasnojarskim, w Rosji.

## Linie lotnicze i połączenia
| Linia Lotnicza | Kierunek   |
| -------------- | ---------- |
| KrasAvia       | 1. Norylsk |